# Avenida Prospect (línea de la Cuarta Avenida)
La Avenida Prospect es una estación en la línea de la Cuarta Avenida del Metro de Nueva York de la B del Brooklyn–Manhattan Transit Corporation (BMT). Localizada en la intersección con la Avenida Prospecft y la Cuarta Avenida en Brooklyn. La estación es servida en varios horarios por los trenes del servicio , ,  y  La estación tiene dos plataformas laterales sin ningún cruce y fue renovada por última vez durante los años 1970.